# スペース・マウンテン
- ディズニーパーク > 東京ディズニーリゾート > 東京ディズニーランド
  - トゥモローランド > スペース・マウンテン
  - 東京ディズニーランドのアトラクションの一覧 > スペース・マウンテン

スペース・マウンテン (Space Mountain) とは、ディズニーパークにある宇宙をテーマにしたローラーコースタータイプのアトラクションである。

## このアトラクションが存在するパーク
- ディズニーランド（ディズニーランド・リゾート）
- マジック・キングダム（ウォルト・ディズニー・ワールド・リゾート）
- ディズニーランド・パーク（ディズニーランド・パリ）
- 香港ディズニーランド（香港ディズニーランド・リゾート）

## このアトラクションが存在したパーク
- 東京ディズニーランド（東京ディズニーリゾート）

## 概要
コースターのレールは全て屋内に設置され、照明を落としてレールを見えなくしており、宇宙空間を飛行しているように感じさせるべく演出している。アップダウンよりは急カーブが激しい設計である。上海ディズニーランド（上海ディズニーリゾート）にもトゥモローランドがあるが唯一スペース・マウンテンが存在せず、トロン・ライトサイクル・パワーランというバイク型のローラーコースタータイプのアトラクションになっている（こちらは一部屋外に出る所がある）。
最初のバージョンのものは、アメリカ合衆国の宇宙飛行士、ゴードン・クーパーが監修した。

## ストーリー
ストーリーや設定は、パーク毎に異なる（特にパリ版は他と大きく異なる）。また、改装によって設定やストーリーは変化している。詳しくは各施設の解説を参照。

## 各施設紹介

### ディズニーランド
| スペース・マウンテン Space Mountain | スペース・マウンテン Space Mountain | スペース・マウンテン Space Mountain | スペース・マウンテン Space Mountain |
| ----------------------------------- | ----------------------------------- | ----------------------------------- | ----------------------------------- |
| オープン日                          | オープン日                          | 1977年5月27日                       | 1977年5月27日                       |
| スポンサー                          |                                     |                                     |                                     |
| 所要時間                            | 所要時間                            | 約2分45秒                           | 約2分45秒                           |
| 定員                                | 定員                                | 12名/1ロケット                      | 12名/1ロケット                      |
| 利用制限                            |                                     | 身長102cm以上                       | 身長102cm以上                       |
| ファストパス                        | ファストパス                        |                                     | ○                                   |
| シングルライダー                    | シングルライダー                    |                                     | ○                                   |

#### 基本情報
- 設計：ウォルト・ディズニー・イマジニアリング、Vekoma
- ドーム高さ：36メートル
- ドーム体積：51,000立方メートル
- コース全長：1,052メートル
- 最高時速：49キロメートル

#### 歴史
- 1977年5月27日 - オープン
- 1998年 - 「新しいトゥモローランドプロジェクト2」により、ドームの色がディスカバリーランドテイストの基調色に変更となった。
- 2003年4月9日 - リニューアルのため休業
- 2005年 - リニューアルオープン

#### 2005年リニューアルの概要
従来のテーマを残しつつ、21世紀の宇宙旅行を再現した。変更点は、ロゴ・キャストのコスチューム・スペースポート（乗り場）のスペースシップ・乗り場の自動ドア・ライドの車載スピーカー等。また、リニューアルによりドーム外観の色が再び白に戻された。リニューアル後のBGMは、マイケル・ジアッチーノが作曲している。

### マジック・キングダム
| スペース・マウンテン Space Mountain | スペース・マウンテン Space Mountain | スペース・マウンテン Space Mountain | スペース・マウンテン Space Mountain |
| ----------------------------------- | ----------------------------------- | ----------------------------------- | ----------------------------------- |
| オープン日                          | オープン日                          | 1975年1月15日                       | 1975年1月15日                       |
| スポンサー                          | スポンサー                          | RCA (1975-1993) FedEx (1994-2004)   | RCA (1975-1993) FedEx (1994-2004)   |
| 所要時間                            | 所要時間                            | 約2分30秒                           | 約2分30秒                           |
| 定員                                | 定員                                | 6名/1ロケット                       | 6名/1ロケット                       |
| 利用制限                            |                                     | 身長112cm以上                       | 身長112cm以上                       |
| ファストパス                        | ファストパス                        |                                     | ○                                   |
| シングルライダー                    | シングルライダー                    |                                     | ○                                   |

マジック・キングダムのスペース・マウンテンは、世界のパークの中で最初にできたスペース・マウンテンである。コースが「アルファ」と「オメガ」の2コースあり、横2人ではなく縦1列に乗り込む座席となっている。

#### 基本情報
設計：ウォルト・ディズニー・イマジニアリング
ドーム体積：51,000立方メートル
コース全長：2,211.9メートル
最高時速：45.1キロメートル

#### 2009年リニューアルの概要
マジック・キングダムのスペースマウンテンは、2009年末にリニューアルしている。ライドの変更、Qラインの装飾変更など。全体的に現在の東京版に類似していて、乗り場などの照明は青になっている。また、巻き上げ前に写真撮影が加わった。

### 東京ディズニーランド
| スペース・マウンテン Space Mountain | スペース・マウンテン Space Mountain | スペース・マウンテン Space Mountain                  | スペース・マウンテン Space Mountain                  |
| ----------------------------------- | ----------------------------------- | ---------------------------------------------------- | ---------------------------------------------------- |
| オープン日                          | オープン日                          | 1983年4月15日 (東京ディズニーランドと同時にオープン) | 1983年4月15日 (東京ディズニーランドと同時にオープン) |
| クローズ日                          | クローズ日                          | 2024年7月31日（建て替えのため）                      | 2024年7月31日（建て替えのため）                      |
| スポンサー                          | スポンサー                          | 日本コカ・コーラ                                     | 日本コカ・コーラ                                     |
| 所要時間                            | 所要時間                            | 約3分                                                | 約3分                                                |
| 定員                                | 定員                                | 12名 / 1ロケット                                     | 12名 / 1ロケット                                     |
| 利用制限                            |                                     | 身長102cm以上 他（本文参照）                         | 身長102cm以上 他（本文参照）                         |
| ファストパス                        | ファストパス                        |                                                      | 対象外                                               |
| シングルライダー                    | シングルライダー                    |                                                      | 対象外                                               |

TDLには「マウンテン」と名の付くアトラクションが他に「ビッグサンダー・マウンテン」、「スプラッシュ・マウンテン」があるが、開園当初から存在しているのはスペース・マウンテンだけである。東京ディズニーランドのスペース・マウンテンは、外観・構造などがアナハイムのものに準拠しているが、コース全長やドーム高さ、最高速度などが若干異なる。全世界のスペース・マウンテンにおいて、ライドフォトが存在しないのも東京版のみであった。
このアトラクションはかつて「ディズニー・ファストパス」対応のアトラクションであり、ファストパス発券機は『スタンバイ・エントランス』の右側に計5つ設置されていた。
2023年7月26日から「40周年記念プライオリティパス」を導入していた。

#### 基本情報
- ドーム総面積：4,400m2
- ドーム高さ：38m[2]
- ドーム直径：61m[2]
- コース全長：925m
- 最高部高度：23m
- 最高速度：50km/h[2]
- 定員：1編成12名

#### ストーリー
スペース・ポート（宇宙港）に到着した最新型の宇宙船「スペースコール」から発せられる、宇宙の果てから採取された未知のエネルギーを受け取り、宇宙飛行士（ゲスト）の乗った小型ロケットは宇宙飛行に出発する。エネルギーが激しく反応し、光り輝くトンネルを抜けると巨大なエネルギー・ボールが現れる。エネルギー・ボールに徐々に光が集まっていき、大爆発が起きると共にロケットは大気圏を脱出。宇宙空間を急上昇・急降下・急旋回しながら駆け抜ける。そして流星のシャワーを抜け、ロケットは残ったエネルギーを燻らせつつ地球へ帰還。スペース・ポートに到着すると残ったエネルギーは一度回収され、新たなエネルギーと宇宙飛行士を載せてロケットは次なる宇宙飛行へ向かう。

#### 歴史
- 1981年7月 - 着工[4]
- 1983年4月15日 - 開園と同時にオープン
- 2003年12月5日 - 脱輪事故を起こし、2004年2月18日まで運転を中止していた。
- 2006年10月30日 - リニューアルのため運休。
- 2007年4月28日 - リニューアルオープン。
- 2011年2月1日～2月4日 - 「ディズニーeチケット」導入に伴い、ファストパス発券機のリニューアル工事実施。
- 2024年7月31日 - 周辺環境を含めたリニューアル工事のためクローズ[1][5][6]。
- 2027年 - リニューアルオープン予定[5]。

#### 利用制限
身長102cm以上に満たない者の利用はできない。また以下に該当する者も利用できない。
- 健康状態が良くない（睡眠不足など）
- 乗り物に酔いやすい
- 首・脊椎に障害がある
- 体格などによりセーフティーバーが正常に下がらない
- 心臓病
- 高血圧
- 妊娠中
- 高齢者

#### リニューアルについて
東京ディズニーランドのスペース・マウンテンは、オープン当初はディズニーランドの初期のものと同じであり、レイアウトはほぼ同一であった。
2007年4月28日、オープン以来初の全面リニューアルが行われ、ロゴ、外観のライトアップ、内装の装飾、演出、スペースシップ、コカコーラのロゴが登場するプロモーションVTR、安全のための案内VTR、キャストのコスチューム等が2007年現在のSFを踏襲したオリジナルのものに変更された。リニューアル以前はマーキュリー計画の際のゴードン・クーパーの実体験を基に作られたという内容だったが、リニューアル後はその設定が変更され、その表記は一切なくなった。
2022年4月27日に新たなリニューアル計画が発表。アトラクションとその周辺エリアを伴うリニューアルで、総工費は約560億円の見込み。リニューアル工事に向けて2024年7月31日をもってクローズ、再オープンは2027年の予定。これに伴い、2024年4月9日から最終日の7月31日にかけて、イベント「セレブレーティング・スペース・マウンテン：ザ・ファイナルイグニッション!」が開催されていた。
当初は従来のスペース・マウンテンを解体し、その跡地に新たなスペース・マウンテンを建設する計画だったが、閉鎖期間を削減するために旧アトラクションから80メートル離れた場所に建設することで、2023年の新アトラクション着工から2024年7月の旧アトラクション閉鎖までの約1年間、営業期間を延長することを可能とした。旧スペース・マウンテンの跡地には、新たなトゥモローランド・プラザが建設される予定。
2025年4月28日にOLCの長期経営計画の説明資料において、投資額が705億円に変更になったことが発表された。

### ディズニーランド・パリ
| スペースマウンテン：ミッションII Space Mountain : Mission II | スペースマウンテン：ミッションII Space Mountain : Mission II | スペースマウンテン：ミッションII Space Mountain : Mission II | スペースマウンテン：ミッションII Space Mountain : Mission II |
| ------------------------------------------------------------ | ------------------------------------------------------------ | ------------------------------------------------------------ | ------------------------------------------------------------ |
| オープン日                                                   | オープン日                                                   | 1995年6月1日                                                 | 1995年6月1日                                                 |
| スポンサー                                                   | スポンサー                                                   | なし                                                         | なし                                                         |
| 利用制限                                                     |                                                              | なし                                                         | なし                                                         |
| ファストパス                                                 | ファストパス                                                 |                                                              | ○                                                            |
| シングルライダー                                             | シングルライダー                                             |                                                              | 対象外                                                       |

スペース・マウンテン：ミッションII （Space Mountain : Mission II）は、宇宙空間をハイスピードで駆け抜けるジェットコースタータイプのアトラクション。
ディズニーランド・パリのディスカバリーランドが採用するテーマがレトロフューチャーであるため、外観が他のパークと大きく異なる。内容も、スタートはゆっくりレールを登るのではなく、発射台から勢いよく加速して一気に頂上に達し、そのまま急降下を開始する。車両にはスピーカーが搭載されており、重厚な音楽に合わせて宇宙空間が変化する。コースには360度回転やコークスクリュー回転する箇所もあり、スピードも速い。現在は「ハイパースペース・マウンテン」として運営されている。

### 香港ディズニーランド
| スペース・マウンテン 飛越太空山 | スペース・マウンテン 飛越太空山 | スペース・マウンテン 飛越太空山 | スペース・マウンテン 飛越太空山 |
| ------------------------------- | ------------------------------- | ------------------------------- | ------------------------------- |
| オープン日                      | オープン日                      | 2005年9月12日                   | 2005年9月12日                   |
| スポンサー                      | スポンサー                      | なし                            | なし                            |
| 所要時間                        | 所要時間                        | 約2分45秒                       | 約2分45秒                       |
| 定員                            | 定員                            | 12名/1ロケット                  | 12名/1ロケット                  |
| 利用制限                        |                                 | 身長102cm以上                   | 身長102cm以上                   |
| ファストパス                    | ファストパス                    |                                 | ○                               |
| シングルライダー                | シングルライダー                |                                 | ○                               |

カリフォルニア版やパリ版と同じように車載スピーカーを搭載しており、BGMはカリフォルニア版とほぼ同様である。終盤にライドフォトの撮影がある。 2016年6月11日から、「ハイパースペース・マウンテン」として運営されている。

#### 基本情報
ドーム総面積：5,100平方メートル
ドーム高さ：38メートル
ドーム直径：61メートル
コース全長：1052メートル

#### 利用制限
身長102cm以上、3歳以上の条件を満たさない人の利用はできない。また次の状態の人も利用できない。
- 健康状態が良くない
- 乗り物に酔いやすい
- 首・脊椎に障害がある
- 心臓病
- 高血圧
- 妊娠中の人

## スペース・マウンテン ゴースト・ギャラクシー
現在アナハイムと香港で、ハロウィーンのイベント期間中に実施している。いわゆるスペース・マウンテンのホラーバージョンで、車両のスピーカーから不気味な音楽が流れる中暗闇の中を走行し、カーブを通過する度におぞましい怪物や亡霊たちに遭遇するようになっている。これは香港ディズニーランドで最初に実施され、人気だったことからアナハイムでも実施されるようになった。

### 実施パーク
- ディズニーランド（ディズニーランド・リゾート）
- 香港ディズニーランド（香港ディズニーランド・リゾート）

## ハイパースペース・マウンテン
スター・ウォーズをテーマとしたスペース・マウンテン。2015年11月14日にディズニーランドで開催されたのを皮切りに、2016年6月11日には香港ディズニーランド、2017年5月7日にはディズニーランド・パークでも開催されている。当初は期間限定だったが、好評により2022年4月現在も実施している。

### 実施パーク
- ディズニーランド（ディズニーランド・リゾート）
- ディズニーランド・パーク（ディズニーランド・パリ）
- 香港ディズニーランド（香港ディズニーランド・リゾート）